# Huimanguillo (kommun)
Huimanguillo är en kommun i Mexiko.   Den ligger i delstaten Tabasco, i den sydöstra delen av landet, 600 km öster om huvudstaden Mexico City. Antalet invånare är 179 285. Arean är 3 758 kvadratkilometer.
Terrängen i Huimanguillo är platt norrut, men söderut är den kuperad.
Följande samhällen finns i Huimanguillo:
- Huimanguillo
- Villa la Venta
- Chontalpa
- C-32
- C-41
- Blasillo 1ra. Sección
- Pejelagartero 1ra. Sección
- Francisco Rueda
- Paso de la Mina 2da. Sección
- Huapacal 1ra. Sección
- Paso de la Mina 3ra. Sección
- Tres Bocas 1ra. Sección
- El Dorado
- Caobanal 1ra. Sección
- Blasillo 2da. Sección
- Paso de la Mina 1ra. Sección
- Zapotal 5ta. Sección
- Huapacal 2da. Sección
- Paredón 3ra. Sección
- Gilberto Flores Muñoz
- Francisco Martínez Gaytán
- Zanapa 1ra. Sección
- La Vencedora
- Chimalapa 2da. Sección
- Francisco J. Santamaría 1ra. Sección
- Benito Juárez 1ra. Sección
- Los Naranjos 1ra. Sección
- José María Morelos y Pavón
- La Luz
- Los Naranjos 2da. Sección
- José María Pino Suárez 1ra. Sección
- Manuel Sánchez Mármol
- Tierra Colorada 1ra. Sección
- Pejelagartero 1ra. Sección
- Chicoacán
- Pedregal Moctezuma 2da. Sección
- El Desecho 1ra. Sección
- Zapotal 4ta. Sección
- Ignacio Gutiérrez 2da. Sección
- La Arena 2da. Sección
- El Guanal
- Marcelino Inorrueta de la Fuente
- Ignacio Gutiérrez 1ra. Sección
- Las Piedras
- Malpasito
- Pedregalito 1ra. Sección
- Zapotal 3ra. Sección
- Ignacio Gutiérrez 3ra. Sección
- Benito Juárez 2da. Sección
- Estación Zanapa
- La Candelaria
- Francisco J. Mújica
- Pejelagartero 1ra. Sección
- Miguel Alemán Valdez
- La Lucha
- Gilberto Flores Muñoz 2da. Sección
- Gustavo Díaz Ordaz 3ra. Sección
- Mastelero
- Chicoacán 1ra. Sección
- Poblado C-31
- Alto Amacohíte 3ra. Sección
- La Ceiba 1ra. Sección
- Tierra Colorada 3ra. Sección
- Tres Bocas 3ra. Sección
- Agapito Domínguez Canabal
- Pedro Sánchez Magallanes
- Zapotal San Miguel 1ra. Sección Ramal Uno
- Macayo y Naranjo 3ra. Sección
- Francisco Villa
- Aureo L. Calles
- José Narciso Rovirosa
- Pejelagartero 1ra. Sección
- Emiliano Zapata
- Río Seco y Montaña 3ra. Sección
- Licenciado Antonio Zamora Arrioja
- Gregorio Méndez Magaña
- Las Flores
- El Complejo
- Unidad Modelo Sábana Larga
- Paredón 1ra. Sección
- Las Granjas
- Ignacio Allende
- Carlos A. Madrazo
- Central Fournier 2da. Sección
- Nuevo Progreso
- Aquiles Serdán 2da. Sección
- Eduardo Alday Hernández
- Enrique Rodríguez Cano
- Paredón 2da. Sección
- Esperanza del Bajío
- El Carmen
- Pedro C. Colorado 1ra. Sección
- El Cabrito
- Ignacio Allende
- La Trinidad
- Villa de Guadalupe
- Gregorio Méndez
- Vieja Guardia Agrarista
- La Soledad 1ra. Sección
- El Paraíso
- Guerrero